# 다카오 경비부
다카오 경비부(일본어: 高雄警備府 다카오 케이비부[*]), 가오슝 경비부는 대만일치시기의 대만 다카오주 다카오시 타오지위안(현재의 가오슝시 쭤잉구)에 있었던 일본 제국 해군의 경비부이다.

## 역사

### 대만일치시기
1943년 4월 1일에 마코 경비부가 다카오로 옮겨가 다카오 경비부로 개명함으로써 설립되었다. 마코 경비부의 부대는 마코 방면 해군근거지대로 개편되었다. 1946년 4월 30일, 다카오 경비부가 폐지되었다.

### 전후
1949년~1954년 4월 동안 중화민국 해군총사령부 관사로 쓰였고, 이후 타이베이시 중산구 다지에 청사를 짓고 이사하였다. 일본 제국 해군이 통제하였던 다카오 경비부의 부지는 쭤잉 해군기지로 지정되었다.

### 문화유산 지정
다카오 경비부 주건물은 모든 주대만 일본군이 물러난 뒤, 鎮海樓(진해루 혹은 진하이 타워)로 개명되었다.
2019년 3월 16일, "原日本海軍高雄警備府(左營海軍鎮海樓)→옛 일본 해군 다카오 경비부 (쭤잉 해군 진해루)"란 이름으로 중화민국 문화유산 중 歷史建築(역사건축물)로 등재되었다. 현재 가오슝시 정부 산하 문화국에서 관리한다.

## 조직 구조
다카오 경비부의 부서와 부대는 다음과 같다:

### 부서
- 막료
- 항무부
- 인사부 (타이베이); 1944년 2월 1일, 설치됨
- 군수부 (타이베이, 가오슝)
- 공작부 (타이베이, 마궁)
- 경리부 (타이베이)
- 시설부 (타이베이, 타이중, 신주, 런더, 강산, 가오슝, 마궁); 1943년 4월 1일, 설치됨
- 운송부 (지룽)

### 부대
- 부속
  - 다카오 경비부 군법회의 타이베이 출장소
  - 다카오 해군병원 차오산 분원
  - 타이베이 재근해군무관부
  - 지룽 재근해군무관부
  - 제61해군항공창 (타이베이, 타이중, 신서, 위안린, 강산)
  - 제6연료창(중국어판) - 타이중 신가오, 타이베이; 1944년 4월 1일, 설치
    - 신주 연료지창(중국어판)
- 다카오 해군통신대
  - 펑산 분견대
  - 신조 분견대
  - 타이베이 파견대
- 다카오 항공부대
  - 제29항공전대; 1945년 6월 15일, 창설됨.
    - 제132해군항공대 (후웨이); 1945년 2월 5일, 창설됨
    - 제205해군항공대 (타이중)
    - 제765해군항공대 (강산)
    - 제901해군항공대 (둥항)
    - 고비 해군항공대; 1944년 5월 15일, 창설 ~ 1945년 2월 15일, 해체
    - 제2다카오 해군항공대; 1944년 12월 1일, 창설 ~ 1945년 2월 15일, 해체
    - 제2타이난 해군항공대; 1945년 6월 15일, 배속됨

  - 북대만 해군항공대 (신주)
  - 남대만 해군항공대 (타이난, 꾸이년)
  - 다카오 경비부 부속 비행대 (타이중 신서)
  - 제34어뢰조정반 (강산)
  - 제35어뢰조정반 (신주)
- 북부 방비부대
  - 타이베이 파견대
  - 단수이 파견대
  - 이란 파견대
  - 타이중 파견대
  - 신가오 파견대
  - 신서 파견대
  - 이시가키섬 파견대
  - 미야코지마 파견대
- 남부 방비부대
  - 다카오 방면 근거지대/특별근거지대; 1945년 5월 1일, 창설됨.
    - 다카오 해군경비대 (난터우, 가오슝)
    - 다카오 해병단 (난터우); 1944년 2월 1일, 창설됨. 종전 뒤에 난터우 밍젠향에 옮겨갔다.
    - 후웨이 파견대
    - 다린 파견대
    - 강산 파견대
    - 둥강 파견대
    - 타이둥 파견대
- 펑후섬 방비부대
  - 마코 방면특별근거지대
    - 둥강 파견대
    - 헝춘 파견대
    - 타이둥 파견대
    - 카렌코 파견대
- 지룽 방비부대
  - 지룽 방비대
  - 이란 파견대
- 이시가키섬 방비대
  - 이시가키섬 경비대
- 미야코지마 방비대
  - 미야코지마 경비대
- 설영부대
  - 제334설영대 (타이베이)

## 참고

### 인용
1. ↑  黃有興 2004, 12-35쪽.
2. ↑  “旧日本海軍・高雄警備府を初公開　台湾海軍が今も当時の建物使用” (일본어). 産経新聞社. 2018년 5월 3일. 2025년 8월 15일에 확인함.
3. ↑  “文化部文化資產局--國家文化資產網”. 《文化部文化資產局》. 2025년 8월 14일에 확인함.
4. ↑  高雄警備府司令部 (1946년 10월 30일). “臺灣海軍情報資料” (일본어). 2022년 2월 19일에 원본 문서에서 보존된 문서. 2022년 7월 31일에 확인함.

### 자료
- 黃有興 (2004년 10월). 《日治時期馬公要港部：臺籍從業人員口述歷史專輯》 (중국어 (대만)). 澎湖縣政府文化局. ISBN 9570182091.
- 三浦裕史 (2003년 2월 1일). 《近代日本軍制概説》 (일본어). 信山社. ISBN 9784797222463.
- 坂本正器 (2003년 7월 1일).  福川秀樹, 편집. 《日本海軍編制事典》 (일본어). 芙蓉書房. ISBN 9784829503300.
- 秦郁彦 (2005년 8월 1일). 《日本陸海軍総合事典》 (일본어) 2판. 東京大学出版会. ISBN 9784130301350.